# العصر البرونزي في الهند
بدأ العصر البرونزي في شبه القارة الهندية حوالي 3000 قبل الميلاد، وفي النهاية أدى إلى ظهور حضارة وادي السند، والتي كانت في الفترة ما بين 2600 قبل الميلاد و1900 قبل الميلاد. استمرت في الفترة الريغفيديكية، الجزء الأول من الفترة الفيدية. تلاه العصر الحديدي في الهند، بدءًا من حوالي 1000 قبل الميلاد.
على النقيض من ذلك، بقي جنوب الهند في العصر الحجري المتوسط حتى حوالي 2500 قبل الميلاد. في الألفية الثانية قبل الميلاد، ربما كان هناك اتصال ثقافي بين شمال وجنوب الهند، على الرغم من أن جنوب الهند يتخطى العصر البرونزي المناسب ويدخل العصر الحديدي من مرحلة العصر النحاسي مباشرة. في فبراير 2006 ، اكتشف مدرس في قرية سيمبيان-كانديور [الإنجليزية] في تاميل نادو حجرًا حجريًا عليه نقش يُقدر أن عمره قد يصل إلى 3500 عام. افترض كاتب النقوش الهندي إيرافاثام ماهاديفان [الإنجليزية] أن الكتابة كانت بخط سندي ووصف الاكتشاف بأنه "أعظم اكتشاف أثري لقرن في تاميل نادو".
| النطاق الزمني           | المرحلة                                                  | الحقبة                                                                               |
| 3300 – 2600 قبل الميلاد | الهارابا المبكرة (العصر البرونزي المبكر)                 | حقبة الأقلمة ق. 4000 / 2300 قبل الميلاد (شافر) ق. 5000 قبل الميلاد (كونينغهام ويونغ) |
| ----------------------- | -------------------------------------------------------- | ------------------------------------------------------------------------------------ |
| 3300 – 2800 قبل الميلاد | الهارابا 1 (فترة رافي)                                   | حقبة الأقلمة ق. 4000 / 2300 قبل الميلاد (شافر) ق. 5000 قبل الميلاد (كونينغهام ويونغ) |
| 2800 – 2600 قبل الميلاد | الهارابا 2 (فترة ديجي كوت وناوشارو I مهرغاره وفينيا VII) | حقبة الأقلمة ق. 4000 / 2300 قبل الميلاد (شافر) ق. 5000 قبل الميلاد (كونينغهام ويونغ) |
| 2600 – 1900 قبل الميلاد | الهارابا الناضجة (حضارة وادي السند )                     | حقبة التكامل                                                                         |
| 2600 – 2450 قبل الميلاد | الهارابا 3A (ناوشارو II)                                 | حقبة التكامل                                                                         |
| 2450 – 2200 قبل الميلاد | الهارابا 3B                                              | حقبة التكامل                                                                         |
| 2200 – 1900 قبل الميلاد | الهارابا 3C                                              | حقبة التكامل                                                                         |
| 1900 – 1300 قبل الميلاد | الهارابا المتأخرة (مقبرة إتش) ؛ حضارة الفخار المغري      | حقبة التحديد                                                                         |
| 1900 – 1700 قبل الميلاد | الهارابا 4                                               | حقبة التحديد                                                                         |
| 1700 – 1300 قبل الميلاد | الهارابا 5                                               | حقبة التحديد                                                                         |